# Oldenburg
Oldenburg là một thành phố ở bang Niedersachsen, Đức. Thành phố có diện tích 102,96 km2.
Thành phố nằm ở phía tây của bang, giữa các thành phố Bremen và Groningen, Hà Lan, bên sông Hunte. Đây là thành phố lớn thứ 4 bang, sau Hanover, Braunschweig và Osnabrück. Dân số cuối năm 2008 là 160.279 người.
Bản mẫu:Germany districts lower saxony